# Vlad in Tears
Vlad in Tears ist eine 2007 in Italien gegründete Dark-Rock-/Metal-Band aus Berlin.

## Geschichte
Vlad in Tears wurden 2008/2010 von den drei Brüdern Kris (Gesang, Piano), Lex (Gitarre) und Dario (Bass) sowie Alex (Schlagzeug), ihrem besten Freund aus Kindertagen, in Cassino (Latium) (Italien) gegründet. Die aus Italien stammende Band probierte sich zunächst an einigen Coversongs aus, ging jedoch schnell dazu über, ihren ganz eigenen, düsteren Sound zu kreieren. Diese Entscheidung wurde begeistert von ihrer rasch wachsenden Fangemeinde aufgenommen.
Mit ihren ersten eigenen Stücken traten sie schon bald in Italien, Österreich, der Schweiz und im ehemaligen Jugoslawien (heute Serbien-Montenegro) auf. Kurz darauf nahmen sie ihre erste Demo After the End auf, die zehn Tracks enthielt.
Im Jahr 2008 erschien bei dem Label Aural Music das zehn Lieder umfassende Debüt-Album Seed of an Ancient Pain, mit dem Vlad in Tears vor allem in der Gothic-Szene auf regen Zuspruch stießen. Weniger als ein Jahr später nahmen sie die EP Pact with the Night auf.
2010 erschien über Hellfest Records im Vertrieb von Rough Trade ihre zweite LP Underskin, welche von John Fryer (u. a. HIM) produziert wurde, der für den Prozess für einen Monat nach Italien reiste. Nach dem Release folgte die „Forbidden“-Tour durch Deutschland.
Ende 2011 erschien schließlich das Konzeptalbum Welcome to Vladyland, mit dem Vlad in Tears dann im Jahr 2012 ihre „Night in Vladyland“-Tour bestritten. Im Anschluss an die Tour erschien auch die gleichnamige EP welche u. a. einen Live-Songs ihres Auftritts beim Echozone Darkrock-Festival enthält.
Mit dem Jahr 2012 kam für Vlad in Tears eine erste Phase der Neuorientierung. Lex und Alex verließen die Band. Diese Veränderung nutzte die Band, um sich selbst neu zu erfinden. Sie besann sich auf die Essenz von Vlad in Tears und gingen zurück zu ihren Wurzeln.
Dieser Neuanfang wurde nicht zuletzt begründet durch Kris’ und Darios Umzug nach Berlin 2013 sowie Neuzugang Cosmo Cadar aus Rumänien, der ab diesem Zeitpunkt die Position des Schlagzeugers einnahm.
Die Band spielte in der neuen Besetzung im Juni 2013 ein Akustik-Konzert mit dem Berliner Streichorchester BSO in der theARTer Gallery in Berlin. Zwei Monate später folgte ein weiteres Akustik-Konzert in Remscheid.
Den darauffolgenden Herbst hindurch waren Vlad in Tears als Vorgruppe von Bands wie Stahlmann, Hämatom und Unzucht auf Tour. Im Dezember 2013 folgte eine Akustik-Tour, diesmal als Headliner. Während des Januars 2014 begleitete die Band erneut Unzucht auf dem zweiten Teil ihrer Rosenkreuzer-Tour, bevor es kurz darauf zu einem erneuten personellen Wechsel kam und Gregor Friday, ein australisches Ausnahmetalent, die Rolle des Gitarristen übernahm.
In dieser Konstellation starteten Vlad in Tears in ein erfolgreiches und aufregendes Jahr 2014. Im Frühjahr unterschrieben sie einen Plattenvertrag bei ZYX Music und  am 22. August 2014 wurde dann das vierte Studioalbum Vlad in Tears veröffentlicht. Es folgten einige Konzert, bevor Vlad in Tears im Oktober im Vorprogramm von Mono Inc. auf deren The-Clock-Ticks-On-Tour spielten. Danach folgten Auftritte in Großbritannien, wo die Band u. a. in Glasgow und Liverpool spielte.
Ende 2016 verließ der Gitarrist Gregor Friday die Band aus persönlichen Gründen, woraufhin Anfang 2017 Ilia Ioffe als neuer Gitarrist bekannt gegeben wurde.

## Diskografie

### Alben
- 2008: Seed of an Ancient Pain (DreamCell 11)
- 2009: Underskin (Hellfest Records)
- 2011: Welcome to Vladyland (Echozone)
- 2014: Vlad in Tears (Golden Core)
- 2016: Unbroken (NoCut / SPV)
- 2018: Souls on Sale (Eternal Sound Records)
- 2020: Dead Stories of Forsaken Lovers (Echozone)
- 2022: Porpora (Metalville)
- 2024: Relapse (Metalville)
- 2025: Hide inside (Metalville)

### EPs
- 2009: Pact with the Night (Aural Music)
- 2012: Night in Vladyland (Mordhorst Music)